# Пашкин, Дмитрий Александрович
Дми́трий Алекса́ндрович Па́шкин (музыкальный псевдоним Джейк; р. 21 декабря 1977) — российский литературовед, музыкант. В научной среде известен как специалист по Велимиру Хлебникову, в музыкальной — как участник различных андеграундных групп. Кандидат филологических наук, лауреат Международной отметины имени отца русского футуризма Давида Бурлюка.

## Биография
Дмитрий Пашкин родился 21 декабря 1977 года. Окончил тюменскую Гимназию № 12.
В 1999 году окончил филологический факультет Тюменского государственного университета. Сразу после окончания университета поступил в его аспирантуру и в 2002 году защитил диссертацию на соискание учёной степени кандидата филологических наук на тему «Феномен смерти в текстах Велимира Хлебникова: Некоторые аспекты проблемы».
О себе писал:
За последние 10 лет работал почтальоном, журналистом, кроссвордистом, сторожем (в здании морга!), ди-джеем на радиостанции, «интернетчиком», музыкантом в ресторане и преподавателем вуза, не задерживаясь ни на одном месте дольше полугода. Уходил всегда сам, уволили только из морга.
Был научным сотрудником Института криосферы Земли СО РАН.
В настоящее время — директор издательства Тюменского государственного нефтегазового университета.

## Музыкальная деятельность
Играет на гитаре и клавишных инструментах. В музыкальной среде известен под именем Джейк. С 1993 года сотрудничал с различными группами — сначала с рок-группами (Sandwich Shoes, «Культурная Революция» и др.), затем с джаз-квартетом Григория Тренина и авангардными музыкантами (Ник Рок-н-ролл) и группами («Трите Души»). Принимал участие в записи 11 альбомов различных групп и в более чем 200 концертах в России (Тюмень, Екатеринбург, Москва и др.). Создал собственный музыкальный проект «Гам-Бит».

## Награды и премии
- Международная отметина имени отца русского футуризма Давида Бурлюка[4]